# Thomas Scharff
Thomas Scharff (ur. 25 czerwca 1970 w Berlinie) – niemiecki aktor teatralny, telewizyjny i filmowy.

## Wybrana filmografia
- 1998: Ein starkes Team jako Jan Göllner
- 1998–2003: Die Kommissarin jako Jan Orlop
- 2004: Kobra – oddział specjalny jako Kant
- 2013: Tatort: Borowski und eine Frage von reinem Geschmack jako Paul Kallberg
- 2008: Jednostka specjalna „Dunaj” jako Marcel Waldner
- 2011: Kobra – oddział specjalny jako Stefan Kloser
- 2011: Ostatni gliniarz jako
- 2011: Tatort: Edel sei der Mensch und gesund jako dr Martin Schmuckler
- 2013: Hansel i Gretel: Łowcy czarownic jako ojciec Jasia i Małgosi
- 2015: Kurzzeithelden jako kpt. Herc Hero
- 2015: Kobra – oddział specjalny jako Marc Holländer